# Max Hellmann
Max Hellmann (* 27. Mai 1884 in Leipzig; † 13. Oktober 1939 im KZ Buchenwald) war ein deutscher Rechtsanwalt.

## Leben
Hellmann wurde 1884 als Sohn eines jüdischen Kaufmanns in Leipzig geboren. Er absolvierte 1903 sein Abitur an der Thomasschule zu Leipzig. Von 1904 bis 1908 studierte er Rechtswissenschaften an der Universität Leipzig. Danach war er bis 1912 Rechtsreferendar und bestand die Zweite juristische Staatsprüfung. Ab 1913 arbeitete er dann als Rechtsanwalt beim Leipziger Amts- und Landgericht. Seine Kanzlei, in der er sich auf Zivil- und Strafrecht spezialisierte, war in der Nathalienstraße. Politisch war Hellmann deutschnational orientiert, trat jedoch keiner politischen Partei bei. Im Jahr 1924 konvertierte er zum evangelisch-lutherischen Glauben.

## Prozess „Max Hellmann“
Im November 1937 klagte der Oberstaatsanwalt beim Landgericht Leipzig ihn wegen Verstoßes gegen das Gesetz zum Schutze des deutschen Blutes und der deutschen Ehre, das sogenannte Blutschutzgesetz an, weil er eine Nichtjüdin in seinem Haushalt beschäftigte.
Hellmann verteidigte sich im Prozess selbst und beantragte die Zeugenvernehmung des Führers und Reichskanzlers Adolf Hitler zur Hauptverhandlung. Nachdem der Antrag abgelehnt wurde, beauftragte er den Gerichtsvollzieher, die Zeugeneinladung gemäß § 220 StPO zuzustellen. Der Oberlandesgerichtspräsident lehnte auch dieses Anliegen mit Verweis auf § 49 StPO ab. In Folge stellte Hellmann die Ladung unmittelbar zu. Er forderte in der Einladung Hitler auf, die Zimmernummer des Verhandlungssaales beim zuständigen Wachtmeister in Erfahrung zu bringen, und bemerkte, dass seine Entlassung erst nach Verkündung des Strafurteils möglich werden würde. Hellmann wurde im Januar 1938 vorläufig festgenommen und in Untersuchungshaft gebracht. An seiner Zurechnungsfähigkeit wurde gezweifelt, im medizinischen Gutachten sprach man von angeborener Anomalie seitens Hellmanns. Wegen Verstoßes gegen das sogenannte Blutschutzgesetz wurde er zu zwei Monaten Gefängnis verurteilt.
Ende des Monats musste er erneut, diesmal auf Anordnung der Gestapo, vor dem Oberstaatsanwalt vorstellig werden. Im Februar 1938 erging ein Haftbefehl wegen Vergehens nach § 2 Absatz 1 und 2 des Gesetzes gegen heimtückische Angriffe auf Staat und Partei und zum Schutz der Parteiuniformen, des sogenannten Heimtückegesetzes. Seine Beschwerde wurde vom Sondergericht Freiburg zurückgewiesen.
Die antisemitische Wochenzeitung Der Stürmer hetzte im März 1938 gegen die in ihren Worten „Jüdische Herausforderung“. Reichsjustizminister Franz Gürtner legte den Fall im April 1938 Hitler in Linz vor. Im Aktenvermerk heißt es: „Der Führer wünscht keine besonderen Maßnahmen“. Im September 1938 verurteilte ihn das Sondergericht um den Landgerichtsdirektor Friesicke zu einem Jahr Gefängnis in der Justizvollzugsanstalt Bautzen. Nach der Verbüßung der Strafe wurde er ins KZ Buchenwald verschleppt und verstarb dort 1939 unter ungeklärten Umständen. Offiziell hieß es, er sei an einem Lungenödem und einer Kardiomyopathie erlegen. Er wurde auf dem Jüdischen Friedhof in der Berliner Straße beigesetzt.
Zuvor, im April 1938, wurde das Verfahren gegen Hellmann, eingeleitet durch den Generalstaatsanwalt, vor dem Ehrengericht der Rechtsanwaltskammer eingestellt. Das Vertretungsgebot wurde im Mai gemäß § 95 RRAO (Reichsrechtsanwaltsordnung) erklärt.